# Statens ljud- och bildarkiv

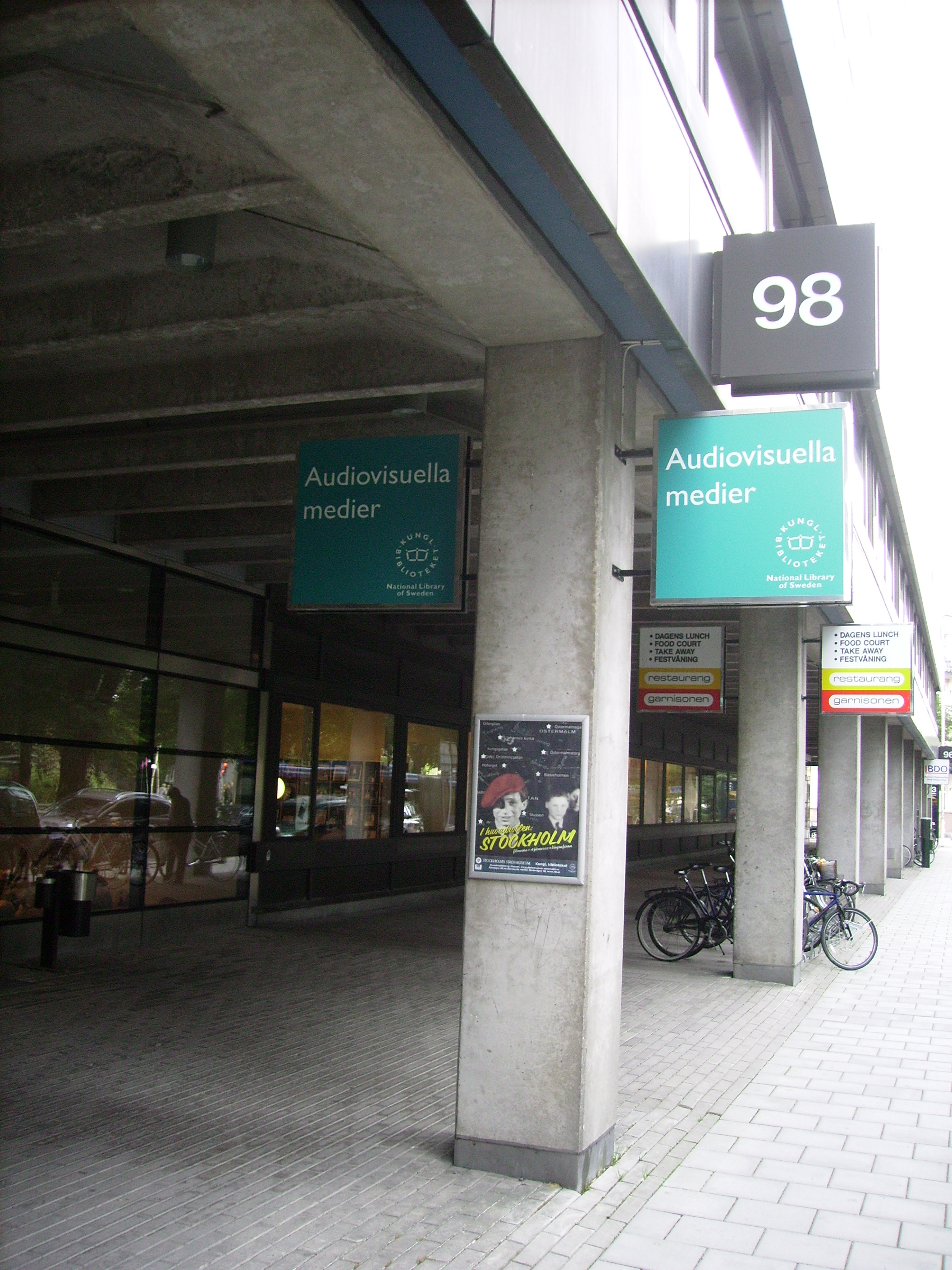
Audiovisuella medier i gamla lokalen i Karlavägen 98 (Garnisonen) i Stockholm.

Statens ljud- och bildarkiv (SLBA) var mellan 1979 och 2008 en statlig arkivmyndighet vars verksamhet överförts till Avdelningen för audiovisuella medier vid Kungliga biblioteket. Generaldirektör under hela tiden som egen institution var Sven Allerstrand, vars pensionering föranledde sammanslagningen.
SLBA, som i sin tur bildades ur Arkivet för ljud och bild (ALB), var från 1979 en svensk arkivmyndighet, som hade det nationella arkivansvaret i Sverige för radio- och tv-program, filmer, fonogram, multimedier och videor. Myndigheten hade som mest cirka 70 anställda. Den 1 januari 2009 uppgick SLBA i Kungliga biblioteket och fick där namnet "Avdelningen för audiovisuella medier". SLBA låg på Karlavägen i Stockholm, där de fysiska samlingarna och delar av personalen fortfarande finns kvar. All publik verksamhet sker dock numera i KB:s lokaler i Humlegården. 
En statlig utredning, Bevara ljud och rörlig bild, konstaterade 2004 att kostnaden skulle vara närmare 900 miljoner kronor för att digitalisera hela SLBA:s arkiv på närmare sex miljoner inspelade timmar.

## Pliktexemplar
Sedan 1979 gäller lagen om pliktexemplar även ljud- och bild-medier och dessa ska levereras till Kungliga biblioteket.